# Kamil Čontofalský
Kamil Čontofalský (* 3. června 1978, Košice) je bývalý slovenský fotbalový brankář a reprezentant, profesionální kariéru ukončil v dresu floridského klubu Tampa Bay Rowdies v prosinci 2015.
Mimo Slovensko působil na klubové úrovni v České republice, Řecku, Rusku, USA a na Kypru.

## Klubová kariéra
Svoji fotbalovou kariéru začal v 1. FC Košice. V roce 1997 odešel na hostování do FK AS Trenčín, odkud se později vrátil zpět do Košic. Následně zamířil do klubu FC Bohemians Praha, který se pro hráče stal prvním zahraničním angažmá. V zimním přestupovém období ročníku 2002/03 se stal hráčem Zenitu Petrohrad, kde byl jeho konkurentem na pozici brankáře Vjačeslav Malafejev. V lednu 2010 přestoupil do AEL Limassol a po roce se upsal AE Larissa. Před sezonou 2011/12 zamířil do SK Slavia Praha. V létě 2014 podepsal kontrakt s Fort Lauderdale Strikers., kde hrál do konce roku 2014. V březnu 2015 se dohodl na smlouvě v jiném floridském týmu Tampa Bay Rowdies, ačkoli již zvažoval konec kariéry. Profesionální kariéru ukončil po sezóně, v prosinci 2015.
Poté chytal na nižší úrovni za středočeské mužstvo FK Zbuzany 1953.

## Reprezentační kariéra
Čontofalský reprezentoval Slovensko již v mládežnických výběrech. V roce 2000 byl členem slovenského týmu U21, jenž obsadil na domácím Mistrovství Evropy ve fotbale hráčů do 21 let 4. místo.
Byl následně i na Letních olympijských hrách v Sydney, kde Slovensko skončilo v základní skupině D na nepostupovém čtvrtém místě.
V A-mužstvu Slovenska debutoval 27. 3. 2002 v přátelském utkání ve Štýrském Hradci proti domácí reprezentaci Rakouska (porážka 0:2). V dresu slovenské seniorské reprezentace nastoupil v letech 2002–2007 celkem ke 34 zápasům.

### Reprezentační zápasy
Zápasy Kamila Čontofalského za A-mužstvo Slovenska
| Rok    | Zápasy | Góly |
| ------ | ------ | ---- |
| 2002   | 3      | 0    |
| 2003   | 0      | 0    |
| 2004   | 6      | 0    |
| 2005   | 12     | 0    |
| 2006   | 7      | 0    |
| 2007   | 6      | 0    |
| Celkem | 34     | 0    |

## Úspěchy

### Klubové
1. FC Košice
- 2× vítěz slovenské ligy (1996/97, 1997/98)

FK Zenit Petrohrad: 
- 1× vítěz ruského ligového poháru (2003)
- 1× vítěz ruské ligy (2007)
- 1× vítěz Poháru UEFA (2007/08)
- 1× vítěz evropského superpoháru (2008)
- 1× vítěz ruského superpoháru (2008)
- 1× vítěz ruského fotbalového poháru (2009/10)

### Individuální
- nejlepší cizinec české ligy za sezónu 2001/02 [7]
- nejlepší hráč sezóny 2001/02 podle hlasování fanoušků Bohemians.